# Chico Anysio
Francisco Anysio de Oliveira Paula Filho, conocido como Chico Anysio (Maranguape, 12 de abril de 1931 - Río de Janeiro, 23 de marzo de 2012) fue un comediante, actor, actor de doblaje, escritor, compositor y pintor brasileño, conocido por sus numerosos personajes en programas de comedia en la Rede Globo, donde trabajó por más de 40 años.
Murió el 23 de marzo de 2012, en el Hospital Samaritano de Río de Janeiro a causa de un fallo múltiple de órganos.

## Biografía
Chico Anysio trasladó con su familia a la Río de Janeiro cuando tenía seis años de edad. Decidió tratar a una audición para un locutor de radio cuando su hermana lo haría. Lo hizo excepcionalmente bien en la prueba, tomando el segundo lugar sólo detrás de otro joven recién llegado, Silvio Santos. En la radio en la que trabajó, Rádio Guanabara, ejerció diversas funciones: radioator, comentarista de fútbol, etc. Participó en el programa Papel carbono de Renato Murce. En 1950, trabajó en las radios Mayrink Veiga, Rádio Clube de Pernambuco y Radio Club de Brasil. En las chanchadas de 1950, Chico se dedicó a escribir diálogos y con el tiempo trabajado como actor en las películas de Atlântida Cinematográfica.
En el TV Rio lanzado en 1957 el Noite de Gala. En 1959, debutó el programa Só Tem Tantã, publicado por Joaquim Silvério de Castro Barbosa, más tarde llamado Chico Total. Además de escribir sus propios textos e interpretación de la radio, la televisión y el cine, siempre con humor fino e inteligente, Chico se aventuró con el énfasis en el periodismo deportivo, el teatro, la literatura y la pintura, y ha escrito y grabado algunas canciones.
Chico Anysio fue uno de los responsables de la mediación en relación con el exilio de Caetano Veloso en Londres. Cuando se haya completado dos años de exilio, Chico envió una carta a Veloso, pidiendo que este volver a la Brasil. Caetano y Gilberto Gil habíam sido detenido en São Paulo, dos semanas después de la promulgación de la AI-5, el acto que dio poderes absolutos al régimen militar. Traídos a Río de Janeiro en automóvil, los dos se fueron a través de tres cuarteis, para viajar a Salvador, <donde pasaron seis meses bajo arresto domiciliario. Luego, a mediados de 1969, se les permitió salir de Brasil, con destino a Londres, donde sólo el retorno al principio de 1972.
Desde 1968 está vinculado a Rede Globo, donde alcanzó el estatus de una estrella en un cast que contó con los artistas más famosos de Brasil, y también gracias a la relación de mutua admiración y respeto estableció con el director executivo Boni. Tras la partida de Boni da Globo en 1990, Chico fue perdiendo espacio en el horario, situación que se agrava en 1996 por un accidente que le fracturó la mandíbula.

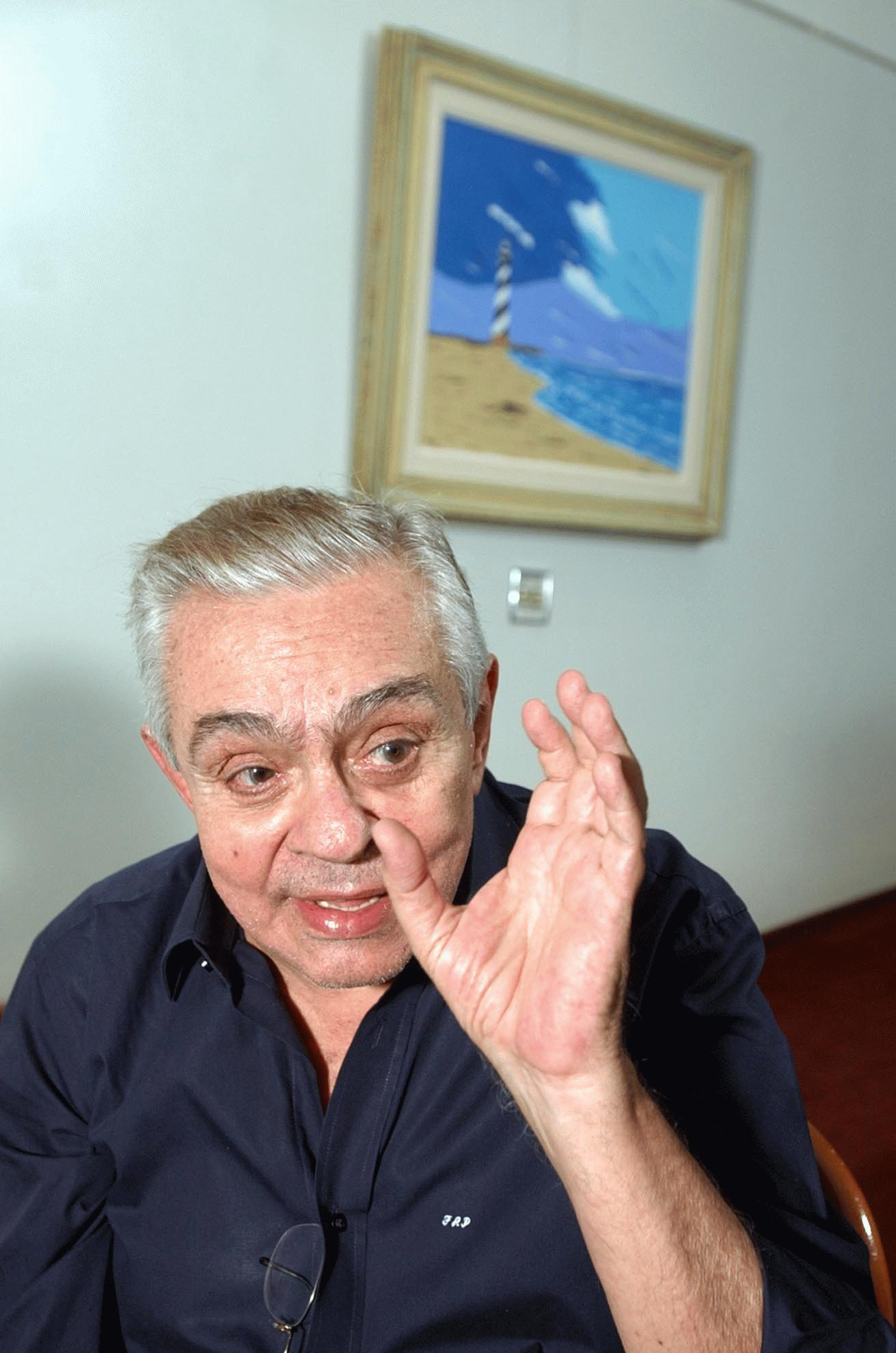
Chico Anysio en 2003.

En 2005, hizo una contribución en Sítio do Picapau Amarelo, donde interpretó a "Dr. Saraiva" y participó en la telenovela Niña moza, en Rede Globo.

### Familia
Él es el padre del actor Lug de Paula, del matrimonio con la actriz y comediante Nancy Wanderley; del también comediante Nizo Neto y del director de imagen Rico Rondelli, de la unión con la actriz y vedette Rose Rondelli; de André Lucas, que es el hijo adoptivo, de DJ Cícero Chaves, de la relación con la cantanteRegina Chaves; y del actor/escritor Bruno Mazzeo, del matrimonio con la exmodelo y actriz Alcione Mazzeo.
También tuvo dos hijos con la exministra de Hacienda Zélia Cardoso de Mello, Rodrigo e Vitória. Él es el hermano de la fallecida actriz Lupe Gigliotti, con quién trabajado en varios programas de televisión; del cineasta Zelito Viana; y del industrial, compositor y exproductor de radio, Elano de Paula. También es el tío del actor Marcos Palmeira, de la actriz y directora Cininha de Paula y es el tío abuelo de la actriz Maria Maya, hija de Cininha con el actor y director Wolf Maya.
Estuvo casado con la empresaria Malga Di Paula.

### Problemas de salud
El comediante fue hospitalizado en 2 de diciembre de 2010, cuando entró en el hospital a causa de falta de aire. Al inicio del estudio, se detectó la obstrucción de la arteria coronaria, y se presentó a angioplastia. Chico Anysio fue 109 días en el hospital y fue dado de alta sólo en  21 de marzo de 2011. Durante este período, el humorista, la mayor parte del tiempo, fue en la UCI.
En 23 de abril de 2011, Chico Anysio regresó al programa Zorra Total, interpretando el personaje Salomé.
En 30 de noviembre de 2011, fue hospitalizado nuevamente a causa de una infección del tracto urinario. Fue dado de alta 22 días después, el 21 de diciembre de 2011, pero al día siguiente fue hospitalizado de nuevo con sangrado gastrointestinal. En febrero de 2012 fue diagnosticado con una infección pulmonar. Mostró un empeoramiento de las funciones respiratoria y renal en 21 de marzo de 2012.

### Muerte
Con la salud cada vez peor, murió en 23 de marzo de 2012.

## Carrera

### TV
- 1971/72 - Linguinha x Mr. Yes…Linguinha/Lingote
- 1973/80 - Chico City .... varios personajes
- 1975 - Azambuja & Cia. .... Azambuja
- 1982/90 - Chico Anysio Show .... varios personajes, edición final y la supervisión de la creación
- 1984/93 -  Os Trapalhões ....Invitado especial para la temporada de reestreia programa y multiartista
- 1989 - Que Rei Sou Eu? .... Taji Namas
- 1990/02 - Escolinha do Professor Raimundo .... Professor Raimundo, edición final y la supervisión de la creación
- 1990/91 - Os Trapalhões .... Supervisión de la creación
- 1990/92 - Som Brasil .... Presentación
- 1991 - Estados Anysios de Chico City ....varios personajes, escritura creativa y supervisión
- 1995 - Chico Total .... Varios personajes, escritura creativa y Supervisión
- 1995 - Engraçadinha, Seus Amores e Seus Pecados .... vendedor de ataúdes
- 1999/02 - Zorra Total .... Alberto Roberto/Professor Raimundo/Dr. Rosseti
- 1999 - Terra Nostra .... Barão Josué Medeiros
- 1999 - O Belo e as Feras .... varios personajes
- 2002 - Brava Gente .... Detetive Brito/Cego
- 2004 - A Diarista .... Rúbio
- 2005 - Sítio do Picapau Amarelo .... Dr. Saraiva
- 2006 - Niña moza .... Everaldo
- 2007 - Pé na Jaca .... Cigano
- 2008 - Cilada .... Dep. Sandoval
- 2008 - Guerra e Paz .... Padre Santo
- 2009 - India, una historia de amor .... Namit Batra
- 2009 - Chico e Amigos - .... varios personajes
- 2009/10 - Zorra Total .... Alberto Roberto/Justo Veríssimo/Bento Carneiro
- 2010 - Malhação ID .... sí mismo
- 2011- Chico e Amigos.... varios personajes
- 2011- Zorra Total .... Salomé

### Cinema
- 1959 - Entrei de Gaiato
- 1981 - O Mundo Mágico dos Trapalhões .... Narrador
- 1996 - Tieta .... Zé Esteves
- 2001 - Trepa nas Estrelas .... Jumbo Culano
- 2009 - Se Eu Fosse Você 2 .... Olavo
- 2009 - Up .... Carl Fredricksen (doblaje)
- 2009 - Simonal - Ninguém Sabe o Duro que Dei .... Entrevista
- 2010 - Uma Professora Muito Maluquinha .... Monsenhor Aristides